# نيسان أي أكس أيه
نيسان أي أكس أيه (بالإنجليزية: Nissan EXA)‏ هي سيارة من تصنيع شركة نيسان موتورز.